# Кадилов, Давид Акопович
Давид Кадилов (род. 24 июня 1980, Армения) — тренер по греко-римской борьбе, заслуженный тренер России и старший тренер сборной команды России.
Воспитал таких спортсменов, как:
Ислам-Бека Альбиев — Олимпийский чемпион, чемпион Мира и двукратный чемпион Европы;
Муса Евлоев — Олимпийский чемпион, двукратный чемпион Мира и Европы;
Руслан Белхороев — призёр чемпионата Европы;
Артур Петросян — многократный призёр Первенств Мира и Европы среди юниоров, призёр Чемпионатов России;
Арслан Зубаиров — победитель Спартакиады сильнейших 2022, Олимпийский чемпион среди кадетов, призёр Чемпионатов России;
Марат Кампаров -- победитель Первенство России U23, победитель Первенства  России U21. Исмаил Барахоев — призёр Чемпионата России 2024

## Биография
Давид Акопович Кадилов родился 24 июня в 1980 году в городе Ленинакан (ныне г. Гюмри, Армения). Начал заниматься борьбой в возрасте 12 лет. В 15 лет выиграл Первенство  Армении среди кадетов, а потом повторил успех в 16 лет. Давид Кадилов считался одним из самых перспективных борцов Армении, но травма позвоночника помешала ему продолжить профессиональный спорт. По рекомендации Заслуженного мастера спорта СССР, Мнацакана Искандаряна, он отправился в Россию на медобследование. Так как операцию делать было нельзя, врачи запретили ему заниматься спортом. Тогда Давид Кадилов решил заняться тренерской деятельностью.  В 2002 году он начал работать в борцовском клубе «Спарта». Уже в 2008 году ученик Давида Кадилова, Ислам-Бека Альбиев, стал самым молодым Олимпийским чемпионом по греко-римской борьбе, не отдав противникам ни одного балла. После чего в возрасте 28 лет Давиду Акоповичу было присвоено звание Заслуженного тренера России. В этом же году он становится тренером молодежной сборной России. В 2012 году, по приглашению Гоги Мурмановича Когуашвили, вступает в должность тренера уже взрослой сборной. В 2016 году Давид Акопович и сборная России полетели на Олимпийские игры в Рио-де-Жанейро, где они показали хорошие результаты. В 2017 году уже другой ученик Давида Акоповича, Муса Евлоев, вышел в финал чемпионата мира, где проиграл Олимпийскому чемпиону Артуру Алексаняну. В 2018 и 2019 годах Муса Евлоев уже выигрывает Чемпионат Мира. В 2021 году он становится Олимпийским чемпионом в Токио-2020 одолев в финале того же Артура Алексаняна со счётом 5:1. 
Давид Акопович Кадилов воспитал более 20 мастеров спорта, 6 мастеров спорта международного класса и 2 Заслуженных мастера спорта.